# Campeonato Europeo de Tiro con Arco al Aire Libre de 1988
El X Campeonato Europeo de Tiro con Arco al Aire Libre se celebró en la ciudad de Luxemburgo (Luxemburgo) entre el 26 y el 29 de junio de 1988 bajo la organización de la Unión Europea de Tiro con Arco (WAE) y la Federación Luxemburguesa de Tiro con Arco.

## Resultados

### Masculino
| Evento                  | Oro                                                 | Plata                                                       | Bronce                                                       |
| ----------------------- | --------------------------------------------------- | ----------------------------------------------------------- | ------------------------------------------------------------ |
| Arco recurvo individual | Yuri Leontiev URSS                                  | Vladimir Yesheyev URSS                                      | Tomi Poikolainen · Finlandia                                 |
| Arco recurvo por equipo | Yuri Leontiev Vladimir Yesheyev Vadim Shikarev URSS | Mats Nordlander · Göran Bjerendal · Gert Bjerendal · Suecia | Tomi Poikolainen · Petteri Alahuhta · Ismo Falck · Finlandia |

### Femenino
| Evento                  | Oro                                                         | Plata                                                            | Bronce                                    |
| ----------------------- | ----------------------------------------------------------- | ---------------------------------------------------------------- | ----------------------------------------- |
| Arco recurvo individual | Liudmila Arzhannikova URSS                                  | Claudia Kriz RFA                                                 | Catherine Pellen Francia                  |
| Arco recurvo por equipo | Liudmila Arzhannikova Tatiana Muntian Natalia Butuzova URSS | Minna Heinonen · Jutta Poikolainen · Helena Vilander · Finlandia | Claudia Kriz Margot Benz Christa Öckl RFA |

## Medallero
| Núm. | País      | Oro | Plata | Bronce | Total |
| ---- | --------- | --- | ----- | ------ | ----- |
| 1    | URSS      | 4   | 1     | 0      | 5     |
| 2    | Finlandia | 0   | 1     | 2      | 3     |
| 3    | RFA       | 0   | 1     | 1      | 2     |
| 4    | Suecia    | 0   | 1     | 0      | 1     |
| 5    | Francia   | 0   | 0     | 1      | 1     |
|      | TOTAL     | 4   | 4     | 4      | 12    |